# Мікулаш з Різенбурга
Мікулаш з Різенбурга (чеськ. Mikuláš z Újezda a Riesenburka; д/н — 17 січня 1258) — середньовічний церковний діяч Богемського королівства, 23-й єпископ Праги.

## Життєпис
Походження є дискусійним. Народився в селі Уєзд поблизу Петршину (тепер територія м.Прага). Подробиці його церковної кар'єри мало відомі. У 1240 році він вже був членом Празького капітулу, коли після смерті єпископа Бернарда Капліржа з Сулевіц обирається новим очільником Празької єпархії. 25 травня 1241 р. він був висвячений на єпископа в Латеранській базиліці в Римі. 1244 року Зигфрід III фон Еппштейн, архієпископ Майнца, в підпорядкування кого знаходився діоцез Богемія, здійснив візитацію Праги у 1244 році.
1245 року єпископ Мікулаш брав участь в Першому Ліонському соборі. Підтримуючи імператора Фрідріха II Гогенштауфена відмовився долучитися до Франкфуртського рейхстагу, який підтримав антикороля Генріха Распе. За відлучений 13 серпня того ж року папським легатом Філіппом Фонтаною, єпископом Феррари. Того ж року відмовився накладати інтердикт на Оломоуц під час суперечки щодо обрання нового єпископа. Тоді Герхард II фон Ліппе, архієпископ Бремена, відсторонив Мікулаша та наклав інтердикт на Богемію, але це рішення було проігноровано.
1249 року під час конфлікту між королем Вацлавом I і його сином Отокаром, маркграфом Моравії, встав на бік останнього, оскільки той був гібеліном — союзником імператора. За це був викликаний до Рима, на суд папської курії. Але на шляху з королівства схоплений за наказом короля та запроторений у замку Звікове. У відповідь Мікулаш наклав інтердикт на прихильників короля Вацлава I. 5 серпня було звільнено, але єпископ вимушений був підкоритися Вацлаву I.
За цим більше уваги приділяв розбудові церковної власності в Празькому граду, яке до 1252 року було суттєво зміцнено. Водночас зведено нову єпископську резиденцію в Малій Страні, де Мікулаш вперше заснував постійну канцелярію діоцезії. У 1252—1257 роках було перебудовано Собор Святого Віта та реформовано літургійний спів. У 1251 році у Тині над Влтавою освятив церкву св. Христофора . Під час його єпископату також було засновано орден чеських лицарів Червоної Зірки, діяльність якого згодом поширилася на Богемію, Моравію та Сілезію. Підтримував заснування командорст госпітальєрів та Тевтонського ордену, зведення монастирів цистеріанців і домініканців. Помер 1259 року. Новим єпископом було обрано Яна III з Дражиц.